# Autostrada D35 (Cehia)
Autostrada D35 (în cehă Dálnice D35), cunoscută anterior ca Drumul Expres R35 (în cehă Rychlostní silnice R35), este o autostradă în Cehia. După finalizarea sa, va deveni a doua cea mai lungă autostradă din țară, întinzându-se de la Úlibice (Jičín) până la D1 la Lipník nad Bečvou. Autostrada face parte din drumul european E442. În zona Hradec Králové, D35 rulează paralel cu D11 (între intersecția Sedlice și intersecția Plotiště).
După finalizare (planificată pentru 2028), autostrada D35 va deveni o rută alternativă la autostrada D1 între Praga, Olomouc și Ostrava. Primul segment a fost deschis în anii 1970. Până în 2023, 89 km de autostradă completă sunt operaționali, distribuiți în trei segmente.

## Cronologie
Inițial, autostrada D35 de la Hradec Králové la Lipník nad Bečvou era planificată. Cu toate acestea, în 1987, s-a decis construirea drumului expres R35 în locul autostrăzii și extinderea traseului acestuia până la Liberec. Restul drumului expres R35 este clasificat ca un drum de Clasa I pentru vehicule motorizate.
În prezent, secțiunea autostrăzii D35 Mohelnice - Olomouc - Lipník nad Bečvou este operațională, cu o întrerupere lângă Křelov-Břuchotín, în apropiere de Olomouc. De asemenea, o secțiune a fostului drum expres R35 Liberec - Turnov este operațională, însă aceasta nu a fost clasificată ca autostradă și, începând cu 1 ianuarie 2016, este considerată un drum de Clasa I, I/35.
Pe 27 noiembrie 2009, secțiunea Sedlice - Opatovice nad Labem a fost dată în exploatare, având o lungime de aproximativ 3,5 km. Intersecția pe trei niveluri de la Opatovice este una dintre cele mai mari din Republica Cehă. Ultimele secțiuni ale intersecțiilor din jurul orașului Hradec Králové au fost finalizate în decembrie 2021.
Pe 15 decembrie 2021, secțiunea Opatovice nad Labem - Časy (Districtul Pardubice) a autostrăzii D35 a fost dată în exploatare. Aceasta, împreună cu deschiderea altor secțiuni ale autostrăzii D11, a permis transferul tranzitului din Svitavy în direcția Praga, Jičín și Jaroměř în afara orașului Hradec Králové. Secțiunea de legătură către Ostrov a fost deschisă un an mai târziu, în decembrie 2022.

### Dezvoltare viitoare
ŘSD prevede continuarea mai multor secțiuni ale autostrăzii D35 în direcția Liberec. O secțiune de 10,45 kilometri este în construcție din noiembrie 2023 și urmează să fie deschisă în 2025. Mai multe secțiuni sunt în curs de planificare.
Autostrada include și mai multe secțiuni lungi în construcție și planificare între Hradec Králové și Olomouc. O secțiune de 7 kilometri între Ostrov și Vysoké Mýto este în construcție și se estimează că va fi deschisă în 2026. De asemenea, în construcție și planificată pentru deschidere împreună cu această secțiune, este tunelul foarte scurt Homole, de 0,5 kilometri, situat sub un deal de 307 metri.
Alte secțiuni ale acestui traseu aflate în construcție includ Vysoké Mýto - Džbánov, o secțiune de 5,95 kilometri, în construcție din noiembrie 2023 și planificată pentru deschidere în 2025. Džbánov - Litomyšl, o secțiune de 8 kilometri, unde Budimex a început construcția în aprilie 2024, cu deschiderea planificată pentru 2027.] Secțiunea Janov - Opatovec este planificată pentru deschidere în decembrie 2025.
În Olomouc, o realiniere de 3,1 kilometri, va acoperi golul dintre secțiunea Lipník nad Bečvou - Olomouc și secțiunea D35 dintre Olomouc și Mohelnice, separând traficul în direcția Olomouc. Această legătură este în construcție și va fi finalizată pe 20 noiembrie 2025. Această secțiune va elimina întreruperea de lângă Křelov-Břuchotín, în apropiere de Olomouc.

## Traseu
Legendă culori 
- porțiune planificată
- porțiune în construcție

| Descrierea traseului |                                                                                       |                    |
| D35                  |                                                                                       | 35 E442            |
| km 92                | Nod rutier între I/16, I/35 și D35: Jičín-Úlibice                                     | 16 35 E442         |
| km 100               | Oraș deservit: Hořice-Chomutice.                                                      | 327                |
|                      | Zona de odihnă Holovousy (în ambele sensuri)                                          |                    |
| km 109               | Oraș deservit: Hořice.                                                                | 300                |
|                      | Pasajul Hořice.                                                                       |                    |
| km 121               | Oraș deservit: Sadová.                                                                | 635                |
| km 126               | Nod rutier între D11, SI/11, SI/35 și D35: Intersecția de autostrăzi Plotiště         | D11 11 35 E67 E442 |
| D11 D35              |                                                                                       |                    |
| km 127               | Nod rutier între D11 și D35: Intersecția de autostrăzi Sedlice                        | D11                |
| D35                  |                                                                                       |                    |
|                      | Trecerea din Regiunea Hradec Králové în Regiunea Pardubice.                           |                    |
|                      | Pod peste Rajská strouha (63 m).                                                      |                    |
|                      | Pod (67 m).                                                                           |                    |
|                      | Pod peste calea ferată Pardubice–Liberec (35 m).                                      |                    |
|                      | Pod (18 m).                                                                           |                    |
| km 131               | Nod rutier între SI/37, SII/324 și D35: Intersecția de autostrăzi Opatovice nad Labem | 37 324             |
|                      | Viaductul Elba (1060 m).                                                              |                    |
| km 139               | Oraș deservit: Pardubice-Rokytno.                                                     | 298                |
| km 144               | Oraș deservit: Pardubice-Časy.                                                        | 36                 |
| km 148               | Oraș deservit: Dašice.                                                                | 322                |
|                      | Pod peste calea ferată Chrudim–Borohrádek.                                            |                    |
|                      | Zona de odihnă Dolní Roveň (în ambele sensuri)                                        |                    |
|                      | Viaduct peste Valea Loučná.                                                           |                    |
|                      | Pod peste calea ferată Praga–Česká Třebová (176 m).                                   |                    |
| km 157               | Oraș deservit: Chrudim-Ostrov.                                                        | 17                 |
| D35                  |                                                                                       | 17 E442            |
|                      | Tunelul Homole (570 m).                                                               |                    |
| km 166               | Oraș deservit: Vysoké Mýto-vest.                                                      | 35 312             |
| km 170               | Oraș deservit: Džbánov.                                                               | 35                 |
|                      | Zona de odihnă Hrušová (în ambele sensuri)                                            |                    |
|                      | Pod peste calea ferată Choceň–Litomyšl (317 m).                                       |                    |
|                      | Pod peste Loučná.                                                                     |                    |
|                      | Pod peste valea paraului Končinský (429 m).                                           |                    |
| km 179               | Oraș deservit: Litomyšl-Řídký.                                                        | 35                 |
| km 189               | Oraș deservit: Litomyšl-Janov.                                                        | 35                 |
|                      | Pod peste pârâul Mikulečský (439 m).                                                  |                    |
|                      | Ecoduct.                                                                              |                    |
| km 201               | Oraș deservit: Svitavy-Opatovec.                                                      | 35 43              |
|                      | Pod peste Valea Třebovka.                                                             |                    |
|                      | Tunelul Detrichov (3983 m).                                                           |                    |
| km 211               | Oraș deservit: Moravská Třebová-Kunčina.                                              | 43                 |
|                      | Ecoduct.                                                                              |                    |
|                      | Zona de odihnă (în ambele sensuri)                                                    |                    |
| km 219               | Nod rutier între SI/35, SI/73 și D35: Moravská Třebová-Staré Město                    | 35 73              |
|                      | Tunelul Maletín (1313 m).                                                             |                    |
|                      | Trecerea din Regiunea Pardubice în Regiunea Olomouc.                                  |                    |
|                      | Pod peste Valea Mírovka (160 m).                                                      |                    |
| km 226               | Oraș deservit: Mohelnice-Maletín.                                                     |                    |
| km 232               | Nod rutier între SI/35, SI/44 și D35: Mohelnice-nord                                  | 35 73              |
| D35                  |                                                                                       | 35 E442            |
| km 235               | Oraș deservit: Mohelnice-sud.                                                         | 444 635 644        |
|                      | Pod peste Třebůvka (64 m).                                                            |                    |
| km 240               | Oraș deservit: Loštice.                                                               |                    |
|                      | Pod peste Malá voda (37 m).                                                           |                    |
| km 245               | Oraș deservit: Mladeč.                                                                |                    |
|                      | Pod peste calea ferată Litovel–Mladeč (140 m).                                        |                    |
| km 248               | Oraș deservit: Litovel.                                                               | 635                |
|                      | Pod peste pârâul Loučský (43 m).                                                      |                    |
|                      | Pod peste calea ferată Červenka–Senice na Hané (28 m).                                |                    |
|                      | Zona de odihnă Unčovice (Úlibice -> Bohuslavice)                                      |                    |
| km 253               | Oraș deservit: Litovel-Unčovice.                                                      | 449 635            |
|                      | Pod peste calea ferată Olomouc–Senice na Hané (110 m).                                |                    |
|                      | Zona de odihnă Skrben (în ambele sensuri)                                             |                    |
| km 261               | Oraș deservit: Křelov-Břuchotín.                                                      |                    |
| km 267               | Nod rutier între D46 și D35: Olomouc-centru                                           | D46 E462           |
|                      | Zona de odihnă Olomouc (Bohuslavice -> Úlibice)                                       |                    |
|                      | Zona de odihnă Olomouc (Úlibice -> Bohuslavice)                                       |                    |
|                      | Viaductul peste calea ferată Olomouc–Nezamyslice (450 m).                             |                    |
|                      | Pod peste râul Nemilanka (54 m).                                                      |                    |
| km 272               | Oraș deservit: Olomouc-Nemilany.                                                      | 435                |
|                      | Pod peste râul Morava (250 m).                                                        |                    |
|                      | Pod peste calea ferată Česká Třebová–Přerov (220 m).                                  |                    |
| km 276               | Nod rutier între SI/55 și D35: Holice                                                 | 55                 |
| km 281               | Oraș deservit: Přáslavice.                                                            | 635                |
|                      | Zona de odihnă Kocourovec (în ambele sensuri)                                         |                    |
|                      | Pod (100 m).                                                                          |                    |
|                      | Zona de odihnă Daskabat (Úlibice -> Bohuslavice)                                      |                    |
| km 290               | Oraș deservit: Velký Újezd.                                                           | 437 441            |
|                      | Ecoductul Dolní Újezd (100 m).                                                        |                    |
|                      | Pod (32 m).                                                                           |                    |
| km 296               | Nod rutier între D1 și D35: Lipník nad Bečvou-Bohuslávky                              | D1 E442 E462       |
| D35                  |                                                                                       |                    |